# Roberta Marques
Roberta de Paula Marques, conhecida como Roberta Marques (Maranguape, 9 de junho de 1968) é uma cineasta e artista visual brasileira , mais conhecida pela série Meninas do Benfica[carece de fontes?] e o longa-metragem Rânia.

## Biografia
Roberta Marques estudou em Paris na Société Française de Photographie (1987) e na Sorbonne Université (1991). Graduou-se em Audiovisual na Gerrit Rietveld Academie (1997) e concluiu mestrado em Artes Performáticas na DAS Theater (2005), ambas em Amsterdam. 
Roberta iniciou sua carreira na fotografia com breve passagem como repórter fotográfica no jornal Tribuna do Ceará em 1987. Em 1990 trabalhou como assistente de pesquisa e fotógrafa de cena no documentário estadunidense It's All True baseado em um filme inacabado de Orson Welles. O começo dos anos 90 marca a passagem de Roberta para a fotografia em movimento. Entre 1990 e 1997 faz vários experimentos como artista visual e cinematógrafa, filmando em vídeo, super-8 e 16mm. Durante o período Roberta se aproxima das artes cênicas, mais precisamente da dança contemporânea e realiza seu primeiro curta-metragem Amá-la, filmando em16mm com uma câmera Bolex e editando na moviola. Amá-la ganhou prêmio do júri no Festival Mix Brasil de Cultura da Diversidade em 1997 e foi selecionado para o Festival de Roterdã 1998.
Em 2002, Roberta Marques passou pela Escuela Internacional de Cine y Televisión em Cuba onde participou de oficinas de roteiro e começou a desenvolver o roteiro do seu longa Rânia. Em 2005 realiza Travessia, uma instalação de filme transatlântica, onde exibe seus dois filmes inéditos, o curta Acorda e o docudrama Deixa Ir, simultaneamente em Fortaleza e Amsterdam. Deixa Ir é selecionado em seguida para a mostra competitiva do Festival do Rio - Premiere Brasil de 2005 e Acorda recebe os prêmios de Melhor Filme, Melhor Fotografia e Melhor Ator (Dic van Duin) no For Rainbow 2007. Entre 2007 e 2015 Roberta Marques realizou a trilogia Looking Forward, filmada em Amsterdam, Nova Iorque e Porto das Dunas (Ceará), que estreou em março de 2015 no Eye Film - Museu de Cinema da Holanda.
Entre 2009 e 2010 Roberta trabalha como produtora, roteirista, diretora e montadora do seu longa Rânia que teve estreia mundial no  Festival do Rio - Premiere Brasil de 2011 recebendo prêmio de melhor filme na seção Novos Rumos. Em 2012 o longa teve estreia internacional no Festival de Roterdã na seção Bright Future e recebeu prêmio de melhor filme no Festival Internacional de Cinema Feminino e o prêmio BNB no Cine Ceará, onde recebeu também o prêmio de melhor atriz para Graziela Félix. Rânia e foi lançado comercialmente no Brasil em 2013, em salas de cinema e na TV no Canal Brasil.
Em 2014 Roberta participou do laboratório de roteiro do Binger Film Lab, em Amsterdam. Em 2018 fez parte do júri internacional do  Festival International du Film de Femmes de Salé e desenvolve a série Meninas do Benfica. No primeiro semestre de 2019 realiza a instalação The Author's Room em Amsterdam e em agosto de 2019 entra em pré-produção para filmar Meninas do Benfica que teve estreia no Canal Brasil em fevereiro de 2022 e está disponível na plataforma de streaming Globoplay.

## Filmografia
| Ano  | Título                      | Creditada como                                                   | Tipo               |
| ---- | --------------------------- | ---------------------------------------------------------------- | ------------------ |
| 2022 | Meninas do Benfica          | criação, roteiro, direção geral, direção de episódios e produção | drama seriado      |
| 2015 | Looking Forward Manhattan   | roteiro, direção, montagem e produção                            | curta-metragem     |
| 2011 | Rânia                       | roteiro, direção, montagem e produção                            | longa-metragem     |
| 2010 | Looking Forward Man & Woman | roteiro, direção, montagem e produção                            | curta-metragem     |
| 2007 | Looking Forward             | direção e montagem                                               | curta-metragem     |
| 2005 | Acorda                      | roteiro, direção, fotografia e montagem                          | curta-metragem     |
| 2005 | Deixa Ir                    | roteiro, direção, fotografia e montagem                          | longa documentário |
| 1997 | Amá-la                      | roteiro, direção, fotografia e montagem                          | curta-metragem     |